# Сепаратор піроелектричний

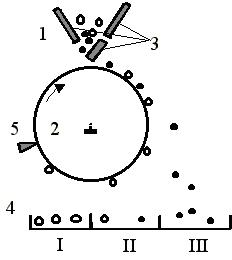
Рис. Барабанний піроелектричний сепаратор:
1 — дозатор, 2 — металічний заземлений барабан (осаджувальний електрод), 3 — електронагрівачі, 4 — приймальний бункер: І — для наелектризованих частинок кристалів, III — частинок, які не електризуються, II — їхні суміші; 5 — скребок.

Сепаратор піроелектричний (рос. сепаратор пироэлектрический, англ. pyroelectric separator, нім. pyroelektrischer Scheider m) — електричний сепаратор, в якому вихідний матеріал розділяється на компоненти за їхньою піроелектричною електризацією в електростатичному полі.

## Принцип дії та конструкція
Принцип дії піроелектричної сепарації базується на тому, що деякі кристалічні мінерали при нагріві і різкому охолодженні електризуються (піроелектрична електризація).
Конструкція Сепаратора піроелектричного показана на рисунку. Вихідний матеріал завантажується в бункер-дозатор 1, стінки якого виконані з нагрівальних елементів 3. Нагрітий матеріал при контакті з холодним барабаном-електродом 2 швидко охолоджуються. Кристалічні матеріали, схильні до піроелектризації, заряджаються і утримуються на поверхні барабана силами дзеркального відображення аж до видалення їх скребком 5 в приймальний бункер I. Частинки інших матеріалів не заряджаються, відриваються від поверхні барабана і потрапляють у бункер III.